# Споменик браћи Недић
Споменик браћи Недић се налази у Осечини, подигнут је 2007. године, на омањем лепо уређеном тргу.
Браћа Недић, Глигорије и Димитрије, били су српски устаници у Првом српском устанку, погинули су у Боју на Чокешини, 1804. године.
Споменик је рад вајара Миодрага Живковића.